# Vysokij
Vysokij (in russo Высокий?) è un insediamento di tipo urbano della Russia siberiana occidentale situato nel distretto Nižnevartovskij del Circondario Autonomo degli Chanty-Mansi. Fa parte del circondario urbano della città di Megion.